# Llista de diputats del Parlament de Catalunya (XIV Legislatura)
A continuació hi ha la llista de diputats del Parlament de Catalunya de la XIV legislatura (inicialment anomenada tretzena legislatura de la Catalunya autonòmica, però el 2 de juny de 2021 el Parlament de Catalunya va aprovar la Resolució 9/XIII, que establia que la legislatura es denominaria catorzena legislatura del Parlament de Catalunya a partir del 4 de juny de 2021 en reconeixement del fet que la primera legislatura havia estat la republicana de 1932), el conjunt de càrrecs electes que constitueixen el Parlament de Catalunya fruit dels resultats de les eleccions al Parlament de Catalunya de 2021.

## Diputats
Informació actualitzada per un bot. Els canvis manuals es perdran quan s'actualitzi!
| Imatge | Nom                              | Grup                                                                            | Circumscripció | Inici del mandat | Fi del mandat | Reemplaça                      | Reemplaçat per               | Dades                         |
| ------ | -------------------------------- | ------------------------------------------------------------------------------- | -------------- | ---------------- | ------------- | ------------------------------ | ---------------------------- | ----------------------------- |
|        | Jeannine Abella i Chica          | Grup Parlamentari de Junts per Catalunya                                        | Lleida         | 25-01-2022       |               | Joan Carles Garcia Guillamon   |                              | Modifica les dades a Wikidata |
|        | Manuel Jesús Acosta Elías        | Grup Parlamentari de VOX a Catalunya                                            | Barcelona      | 12-03-2021       |               |                                |                              | Modifica les dades a Wikidata |
|        | Jordi Albert i Caballero         | Grup Parlamentari d'Esquerra Republicana                                        | Barcelona      | 12-03-2021       |               |                                |                              | Modifica les dades a Wikidata |
|        | Jéssica Albiach Satorres         | Grup Parlamentari d'En Comú Podem                                               | Barcelona      | 12-03-2021       |               |                                |                              | Modifica les dades a Wikidata |
|        | Pere Albó i Marlés               | Grup Parlamentari de Junts per Catalunya                                        | Girona         | 06-08-2021       |               | Gemma Geis i Carreras          |                              | Modifica les dades a Wikidata |
|        | Judith Alcalá González           | Grup Parlamentari Socialistes i Units per Avançar                               | Lleida         | 12-03-2021       |               |                                |                              | Modifica les dades a Wikidata |
|        | Matías Alonso Ruiz               | Grup Parlamentari de Ciutadans                                                  | Tarragona      | 12-03-2021       | 19-03-2024    |                                |                              | Modifica les dades a Wikidata |
|        | Jaume Alonso-Cuevillas Sayrol    | Grup Parlamentari de Junts per Catalunya                                        | Barcelona      | 12-03-2021       | 05-03-2024    |                                | Maria Elena Fort i Cisneros  | Modifica les dades a Wikidata |
|        | Mar Ampurdanès i Gutiérrez       | Grup Parlamentari de la Candidatura d'Unitat Popular - Un Nou Cicle per Guanyar | Barcelona      | 19-09-2023       | 19-03-2024    | Eulàlia Reguant i Cura         |                              | Modifica les dades a Wikidata |
|        | Oscar Aparicio i Pedrosa         | Grup Parlamentari Socialistes i Units per Avançar                               | Girona         | 12-03-2021       |               |                                |                              | Modifica les dades a Wikidata |
|        | Pere Aragonès i Garcia           | Grup Parlamentari d'Esquerra Republicana                                        | Barcelona      | 12-03-2021       | 09-06-2024    |                                |                              | Modifica les dades a Wikidata |
|        | Irene Aragonès Gràcia            | Grup Parlamentari d'Esquerra Republicana                                        | Tarragona      | 12-03-2021       |               |                                |                              | Modifica les dades a Wikidata |
|        | Elsa Artadi i Vila               | Grup Parlamentari de Junts per Catalunya                                        | Barcelona      | 12-03-2021       | 10-05-2022    |                                | Judit Guàrdia i Torrents     | Modifica les dades a Wikidata |
|        | Ana Maria Balsera i Marín        | Grup Parlamentari d'Esquerra Republicana                                        | Barcelona      | 12-03-2021       |               |                                |                              | Modifica les dades a Wikidata |
|        | Albert Batet i Canadell          | Grup Parlamentari de Junts per Catalunya                                        | Tarragona      | 12-03-2021       |               |                                |                              | Modifica les dades a Wikidata |
|        | Maria Antònia Batlle Andreu      | Grup Parlamentari de Junts per Catalunya                                        | Girona         | 12-03-2021       |               |                                |                              | Modifica les dades a Wikidata |
|        | Helena Bayo Delgado              | Grup Parlamentari Socialistes i Units per Avançar                               | Barcelona      | 12-03-2021       |               |                                |                              | Modifica les dades a Wikidata |
|        | Andrés Félix Bello Sanz          | Grup Parlamentari de VOX a Catalunya                                            | Barcelona      | 12-03-2021       |               |                                |                              | Modifica les dades a Wikidata |
|        | Laura Borràs i Castanyer         | Grup Parlamentari de Junts per Catalunya                                        | Barcelona      | 12-03-2021       | 01-06-2023    |                                | Antoni Castellà i Clavé      | Modifica les dades a Wikidata |
|        | Marina Bravo Sobrino             | Grup Parlamentari de Ciutadans                                                  | Barcelona      | 16-06-2023       | 19-03-2024    | Nacho Martín Blanco            |                              | Modifica les dades a Wikidata |
|        | Meritxell Budó i Pla             | Grup Parlamentari de Junts per Catalunya                                        | Barcelona      | 12-03-2021       | 10-06-2021    |                                | David Saldoni i de Tena      | Modifica les dades a Wikidata |
|        | Jaume Butinyà i Sitjà            | Grup Parlamentari d'Esquerra Republicana                                        | Girona         | 28-07-2021       |               | Teresa Jordà i Roura           |                              | Modifica les dades a Wikidata |
|        | Enric Bárcena Roig               |                                                                                 |                | 16-11-2023       |               | Lucas Silvano Ferro Solé       |                              | Modifica les dades a Wikidata |
|        | Joaquim Calatayud Casals         | Grup Parlamentari de Junts per Catalunya                                        | Tarragona      | 16-06-2021       |               | Eusebi Campdepadrós i Pucurull |                              | Modifica les dades a Wikidata |
|        | Damià Calvet i Valera            | Grup Parlamentari de Junts per Catalunya                                        | Barcelona      | 12-03-2021       | 06-07-2021    |                                | Lourdes Ciuró i Buldó        | Modifica les dades a Wikidata |
|        | Eusebi Campdepadrós i Pucurull   | Grup Parlamentari de Junts per Catalunya                                        | Tarragona      | 12-03-2021       | 10-06-2021    |                                | Joaquim Calatayud Casals     | Modifica les dades a Wikidata |
|        | Alba Camps i Roca                | Grup Parlamentari d'Esquerra Republicana                                        | Barcelona      | 17-06-2021       |               | Ester Capella i Farré          |                              | Modifica les dades a Wikidata |
|        | Joan Canadell i Bruguera         | Grup Parlamentari de Junts per Catalunya                                        | Barcelona      | 12-03-2021       |               |                                |                              | Modifica les dades a Wikidata |
|        | Eva Candela López                | Grup Parlamentari Socialistes i Units per Avançar                               | Barcelona      | 12-03-2021       |               |                                |                              | Modifica les dades a Wikidata |
|        | Ester Capella i Farré            | Grup Parlamentari d'Esquerra Republicana                                        | Barcelona      | 12-03-2021       | 15-06-2021    |                                | Alba Camps i Roca            | Modifica les dades a Wikidata |
|        | Dolors Carreras i Casany         | Grup Parlamentari Socialistes i Units per Avançar                               | Tarragona      | 12-03-2021       |               |                                |                              | Modifica les dades a Wikidata |
|        | Carlos Carrizosa Torres          | Grup Parlamentari de Ciutadans                                                  | Barcelona      | 12-03-2021       | 19-03-2024    |                                |                              | Modifica les dades a Wikidata |
|        | Ernesto Carrión Sablich          | Grup Parlamentari Socialistes i Units per Avançar                               | Barcelona      | 10-07-2023       |               | Juan Luis Ruiz López           |                              | Modifica les dades a Wikidata |
|        | Cristina Casol Segués            | Grup Parlamentari de Junts per Catalunya                                        | Lleida         | 12-03-2021       | 19-03-2024    |                                |                              | Modifica les dades a Wikidata |
|        | Antoni Castellà i Clavé          | Grup Parlamentari de Junts per Catalunya                                        | Barcelona      | 08-06-2023       |               | Laura Borràs i Castanyer       |                              | Modifica les dades a Wikidata |
|        | Carles Castillo Rosique          | Grup Parlamentari d'Esquerra Republicana                                        | Tarragona      | 12-03-2021       | 19-03-2024    |                                |                              | Modifica les dades a Wikidata |
|        | Anna Caula i Paretas             | Grup Parlamentari d'Esquerra Republicana                                        | Girona         | 12-03-2021       | 15-06-2021    |                                | Jordi Orobitg i Solé         | Modifica les dades a Wikidata |
|        | Basharat Changue i Canalejo      | Grup Parlamentari de la Candidatura d'Unitat Popular - Un Nou Cicle per Guanyar | Barcelona      | 12-03-2021       |               |                                |                              | Modifica les dades a Wikidata |
|        | David Cid Colomer                | Grup Parlamentari d'En Comú Podem                                               | Barcelona      | 12-03-2021       |               |                                |                              | Modifica les dades a Wikidata |
|        | Lourdes Ciuró i Buldó            | Grup Parlamentari de Junts per Catalunya                                        | Barcelona      | 20-07-2021       | 30-07-2021    | Damià Calvet i Valera          | Josep Riera i Font           | Modifica les dades a Wikidata |
|        | Bartomeu Compte i Masmitjà       | Grup Parlamentari d'Esquerra Republicana                                        | Girona         | 12-03-2021       |               |                                |                              | Modifica les dades a Wikidata |
|        | Daniel Cornellà i Detrell        | Grup Parlamentari de la Candidatura d'Unitat Popular - Un Nou Cicle per Guanyar | Girona         | 12-03-2021       | 13-06-2022    |                                | Nogay Ndiaye i Mir           | Modifica les dades a Wikidata |
|        | Francesc de Dalmases i Thió      | Grup Parlamentari de Junts per Catalunya                                        | Barcelona      | 12-03-2021       |               |                                |                              | Modifica les dades a Wikidata |
|        | Mireia Dionisio Calé             | Grup Parlamentari Socialistes i Units per Avançar                               | Barcelona      | 13-10-2021       |               | Eva Granados Galiano           |                              | Modifica les dades a Wikidata |
|        | Najat Driouech Ben Moussa        | Grup Parlamentari d'Esquerra Republicana                                        | Barcelona      | 12-03-2021       |               |                                |                              | Modifica les dades a Wikidata |
|        | Jenn Díaz Ruiz                   | Grup Parlamentari d'Esquerra Republicana                                        | Barcelona      | 12-03-2021       |               |                                |                              | Modifica les dades a Wikidata |
|        | Elena Díaz Torrevejano           | Grup Parlamentari Socialistes i Units per Avançar                               | Barcelona      | 12-03-2021       |               |                                |                              | Modifica les dades a Wikidata |
|        | Georgina Ebrí Rodríguez          | Grup Parlamentari Socialistes i Units per Avançar                               | Tarragona      | 10-07-2023       |               | Rubén Viñuales i Elías         |                              | Modifica les dades a Wikidata |
|        | Chakir El Homrani Lesfar         | Grup Parlamentari d'Esquerra Republicana                                        | Barcelona      | 12-03-2021       | 16-01-2023    |                                | Margarida Feliu i Portabella | Modifica les dades a Wikidata |
|        | Anna Erra i Solà                 | Grup Parlamentari de Junts per Catalunya                                        | Barcelona      | 12-03-2021       |               |                                |                              | Modifica les dades a Wikidata |
|        | Assumpta Escarp Gibert           | Grup Parlamentari Socialistes i Units per Avançar                               | Barcelona      | 12-03-2021       |               |                                |                              | Modifica les dades a Wikidata |
|        | Ramon Espadaler i Parcerisas     | Grup Parlamentari Socialistes i Units per Avançar                               | Barcelona      | 12-03-2021       |               |                                |                              | Modifica les dades a Wikidata |
|        | Maria Mercè Esteve i Pi          | Grup Parlamentari de Junts per Catalunya                                        | Barcelona      | 12-03-2021       |               |                                |                              | Modifica les dades a Wikidata |
|        | Laia Estrada i Cañón             | Grup Parlamentari de la Candidatura d'Unitat Popular - Un Nou Cicle per Guanyar | Tarragona      | 12-03-2021       | 09-06-2024    |                                |                              | Modifica les dades a Wikidata |
|        | Ferran Estruch i Torrents        | Grup Parlamentari d'Esquerra Republicana                                        | Barcelona      | 12-03-2021       | 19-03-2024    |                                |                              | Modifica les dades a Wikidata |
|        | Margarida Feliu i Portabella     | Grup Parlamentari d'Esquerra Republicana                                        | Barcelona      | 23-01-2023       |               | Chakir El Homrani Lesfar       |                              | Modifica les dades a Wikidata |
|        | Anna Feliu i Moragues            | Grup Parlamentari de Junts per Catalunya                                        | Lleida         | 12-03-2021       |               |                                |                              | Modifica les dades a Wikidata |
|        | Juli Fernàndez i Olivares        | Grup Parlamentari d'Esquerra Republicana                                        | Barcelona      | 12-03-2021       |               |                                |                              | Modifica les dades a Wikidata |
|        | Alejandro Fernández Álvarez      | Grup Mixt                                                                       | Barcelona      | 12-03-2021       |               |                                |                              | Modifica les dades a Wikidata |
|        | Laure Vega                       | Grup Parlamentari de la Candidatura d'Unitat Popular - Un Nou Cicle per Guanyar | Barcelona      | 08-01-2024       |               | Maria Dolors Sabater i Puig    |                              | Modifica les dades a Wikidata |
|        | Lucas Silvano Ferro Solé         | Grup Parlamentari d'En Comú Podem                                               | Barcelona      | 12-03-2021       | 16-11-2023    |                                | Enric Bárcena Roig           | Modifica les dades a Wikidata |
|        | Antoni Flores i Ardiaca          | Grup Parlamentari d'Esquerra Republicana                                        | Lleida         | 12-03-2021       | 22-05-2023    |                                | Neus Ramonet i Sucarrat      | Modifica les dades a Wikidata |
|        | Montserrat Fornells i Solé       | Grup Parlamentari d'Esquerra Republicana                                        | Lleida         | 13-12-2022       | 13-03-2024    | Meritxell Serret i Aleu        |                              | Modifica les dades a Wikidata |
|        | Maria Elena Fort i Cisneros      | Grup Parlamentari de Junts per Catalunya                                        |                | 05-03-2024       | 19-03-2024    | Jaume Alonso-Cuevillas Sayrol  |                              | Modifica les dades a Wikidata |
|        | Glòria Freixa i Vilardell        | Grup Parlamentari de Junts per Catalunya                                        | Barcelona      | 12-03-2021       |               |                                |                              | Modifica les dades a Wikidata |
|        | Jordina Freixanet Pardo          | Grup Parlamentari d'Esquerra Republicana                                        | Lleida         | 12-03-2021       | 10-06-2024    |                                |                              | Modifica les dades a Wikidata |
|        | Jordi Fàbrega i Sabaté           | Grup Parlamentari de Junts per Catalunya                                        | Lleida         | 12-03-2021       |               |                                |                              | Modifica les dades a Wikidata |
|        | Antonio Gallego Burgos           | Grup Parlamentari de VOX a Catalunya                                            | Barcelona      | 12-03-2021       |               |                                |                              | Modifica les dades a Wikidata |
|        | Joan Carles Gallego i Herrera    | Grup Parlamentari d'En Comú Podem                                               | Barcelona      | 12-03-2021       |               |                                |                              | Modifica les dades a Wikidata |
|        | Joan Carles Garcia Guillamon     | Grup Parlamentari de Junts per Catalunya                                        | Lleida         | 12-03-2021       | 18-01-2022    |                                | Jeannine Abella i Chica      | Modifica les dades a Wikidata |
|        | Joan García González             | Grup Parlamentari de Ciutadans                                                  | Barcelona      | 12-03-2021       | 19-03-2024    |                                |                              | Modifica les dades a Wikidata |
|        | María Elisa García Fuster        | Grup Parlamentari de VOX a Catalunya                                            | Barcelona      | 12-03-2021       |               |                                |                              | Modifica les dades a Wikidata |
|        | Rocío García Pérez               | Grup Parlamentari Socialistes i Units per Avançar                               | Barcelona      | 12-03-2021       |               |                                |                              | Modifica les dades a Wikidata |
|        | Mario García Gómez               | Grup Parlamentari Socialistes i Units per Avançar                               | Barcelona      | 12-03-2021       |               |                                |                              | Modifica les dades a Wikidata |
|        | Ignacio Garriga Vaz de Conceição | Grup Parlamentari de VOX a Catalunya                                            | Barcelona      | 12-03-2021       |               |                                |                              | Modifica les dades a Wikidata |
|        | Juan de la Cruz Garriga Dómenech | Grup Parlamentari de VOX a Catalunya                                            | Barcelona      | 12-03-2021       |               |                                |                              | Modifica les dades a Wikidata |
|        | Gemma Geis i Carreras            | Grup Parlamentari de Junts per Catalunya                                        | Girona         | 12-03-2021       | 30-07-2021    |                                | Pere Albó i Marlés           | Modifica les dades a Wikidata |
|        | Pol Gibert Horcas                | Grup Parlamentari Socialistes i Units per Avançar                               | Barcelona      | 12-03-2021       | 01-01-2024    |                                |                              | Modifica les dades a Wikidata |
|        | Cristòfol Gimeno Iglesias        | Grup Parlamentari Socialistes i Units per Avançar                               | Barcelona      | 12-03-2021       |               |                                |                              | Modifica les dades a Wikidata |
|        | David González Chanca            | Grup Parlamentari Socialistes i Units per Avançar                               | Barcelona      | 12-03-2021       |               |                                |                              | Modifica les dades a Wikidata |
|        | Jessica González Herrera         | Grup Parlamentari d'En Comú Podem                                               | Barcelona      | 12-03-2021       |               |                                |                              | Modifica les dades a Wikidata |
|        | Eva Granados Galiano             | Grup Parlamentari Socialistes i Units per Avançar                               | Barcelona      | 12-03-2021       | 05-10-2021    |                                | Mireia Dionisio Calé         | Modifica les dades a Wikidata |
|        | Anna Grau i Àrias                | Grup Parlamentari de Ciutadans                                                  | Barcelona      | 12-03-2021       | 19-03-2024    |                                |                              | Modifica les dades a Wikidata |
|        | Adrià Guevara i Figueras         | Grup Parlamentari d'Esquerra Republicana                                        | Barcelona      | 10-02-2023       | 18-03-2024    | Ernest Maragall i Mira         |                              | Modifica les dades a Wikidata |
|        | Judit Guàrdia i Torrents         | Grup Parlamentari de Junts per Catalunya                                        | Barcelona      | 07-06-2022       |               | Elsa Artadi i Vila             |                              | Modifica les dades a Wikidata |
|        | Rosa Maria Ibarra Ollé           | Grup Parlamentari Socialistes i Units per Avançar                               | Tarragona      | 12-03-2021       |               |                                |                              | Modifica les dades a Wikidata |
|        | Salvador Illa i Roca             | Grup Parlamentari Socialistes i Units per Avançar                               | Barcelona      | 12-03-2021       | 09-06-2024    |                                |                              | Modifica les dades a Wikidata |
|        | Jordi Jordan i Farnós            | Grup Parlamentari d'En Comú Podem                                               | Tarragona      | 12-03-2021       | 21-06-2023    |                                | Yolanda López Fernández      | Modifica les dades a Wikidata |
|        | Teresa Jordà i Roura             | Grup Parlamentari d'Esquerra Republicana                                        | Girona         | 12-03-2021       | 23-07-2021    |                                | Jaume Butinyà i Sitjà        | Modifica les dades a Wikidata |
|        | Josep Maria Jové i Lladó         | Grup Parlamentari d'Esquerra Republicana                                        | Barcelona      | 12-03-2021       |               |                                |                              | Modifica les dades a Wikidata |
|        | Joaquim Jubert Montaperto        | Grup Parlamentari de Junts per Catalunya                                        | Barcelona      | 22-03-2022       | 19-03-2024    | Josep Riera i Font             |                              | Modifica les dades a Wikidata |
|        | Pau Juvillà i Ballester          | Grup Parlamentari de la Candidatura d'Unitat Popular - Un Nou Cicle per Guanyar | Girona         | 12-03-2021       | 28-01-2022    |                                | Nogay Ndiaye i Mir           | Modifica les dades a Wikidata |
|        | Assumpció Laïlla i Jou           | Grup Parlamentari de Junts per Catalunya                                        | Barcelona      | 12-03-2021       |               |                                |                              | Modifica les dades a Wikidata |
|        | Gemma Lienas i Massot            | Grup Parlamentari Socialistes i Units per Avançar                               | Barcelona      | 12-03-2021       | 01-04-2024    |                                |                              | Modifica les dades a Wikidata |
|        | Ángeles Llive Cruz               | Grup Parlamentari d'Esquerra Republicana                                        | Barcelona      | 28-07-2021       |               | Laura Vilagrà i Pons           |                              | Modifica les dades a Wikidata |
|        | Lluïsa Llop i Fernàndez          | Grup Parlamentari d'Esquerra Republicana                                        | Barcelona      | 12-03-2021       |               |                                |                              | Modifica les dades a Wikidata |
|        | Mònica Lora Cisquer              | Grup Parlamentari de VOX a Catalunya                                            | Barcelona      | 12-03-2021       |               |                                |                              | Modifica les dades a Wikidata |
|        | Núria Lozano Montoya             | Grup Parlamentari d'En Comú Podem                                               | Barcelona      | 06-02-2023       |               | Marc Parés Franzi              |                              | Modifica les dades a Wikidata |
|        | Isabel Lázaro Pina               | Grup Parlamentari de VOX a Catalunya                                            | Tarragona      | 12-03-2021       |               |                                |                              | Modifica les dades a Wikidata |
|        | Yolanda López Fernández          | Grup Parlamentari d'En Comú Podem                                               | Tarragona      | 04-07-2023       | 19-03-2024    | Jordi Jordan i Farnós          |                              | Modifica les dades a Wikidata |
|        | Antonio Ramón López Gómez        | Grup Parlamentari de VOX a Catalunya                                            | Lleida         | 12-03-2021       |               |                                |                              | Modifica les dades a Wikidata |
|        | Sergio Macián de Greef           | Grup Parlamentari de VOX a Catalunya                                            | Tarragona      | 12-03-2021       |               |                                |                              | Modifica les dades a Wikidata |
|        | Aurora Madaula i Giménez         | Grup Parlamentari de Junts per Catalunya                                        | Barcelona      | 12-03-2021       |               |                                |                              | Modifica les dades a Wikidata |
|        | Marta Madrenas i Mir             | Grup Parlamentari de Junts per Catalunya                                        | Girona         | 12-03-2021       |               |                                |                              | Modifica les dades a Wikidata |
|        | Ernest Maragall i Mira           | Grup Parlamentari d'Esquerra Republicana                                        | Barcelona      | 12-03-2021       | 02-02-2023    |                                | Adrià Guevara i Figueras     | Modifica les dades a Wikidata |
|        | Nacho Martín Blanco              | Grup Parlamentari de Ciutadans                                                  | Barcelona      | 12-03-2021       | 08-06-2023    |                                | Marina Bravo Sobrino         | Modifica les dades a Wikidata |
|        | Engelbert Montalà i Pla          | Grup Parlamentari d'Esquerra Republicana                                        | Lleida         | 12-03-2021       |               |                                |                              | Modifica les dades a Wikidata |
|        | Pau Morales i Romero             | Grup Parlamentari d'Esquerra Republicana                                        | Barcelona      | 12-03-2021       | 18-03-2024    |                                |                              | Modifica les dades a Wikidata |
|        | Raúl Moreno Montaña              | Grup Parlamentari Socialistes i Units per Avançar                               | Barcelona      | 12-03-2021       |               |                                |                              | Modifica les dades a Wikidata |
|        | Marta Moreta Rovira              | Grup Parlamentari Socialistes i Units per Avançar                               | Barcelona      | 12-03-2021       |               |                                |                              | Modifica les dades a Wikidata |
|        | Jordi Munell i Garcia            | Grup Parlamentari de Junts per Catalunya                                        | Girona         | 12-03-2021       |               |                                |                              | Modifica les dades a Wikidata |
|        | Nogay Ndiaye i Mir               | Grup Parlamentari de la Candidatura d'Unitat Popular - Un Nou Cicle per Guanyar | Lleida         | 15-03-2022       |               | Daniel Cornellà i Detrell      |                              | Modifica les dades a Wikidata |
|        | Irene Negre i Estorach           | Grup Parlamentari de Junts per Catalunya                                        | Tarragona      | 29-06-2021       |               | Teresa Pallarès i Piqué        |                              | Modifica les dades a Wikidata |
|        | Esther Niubó Cidoncha            | Grup Parlamentari Socialistes i Units per Avançar                               | Barcelona      | 12-03-2021       |               |                                |                              | Modifica les dades a Wikidata |
|        | Òscar Ordeig i Molist            | Grup Parlamentari Socialistes i Units per Avançar                               | Lleida         | 12-03-2021       |               |                                |                              | Modifica les dades a Wikidata |
|        | Jordi Orobitg i Solé             | Grup Parlamentari d'Esquerra Republicana                                        | Girona         | 15-06-2021       | 19-03-2024    | Anna Caula i Paretas           |                              | Modifica les dades a Wikidata |
|        | Mònica Palacín i París           | Grup Parlamentari d'Esquerra Republicana                                        | Barcelona      | 12-03-2021       |               |                                |                              | Modifica les dades a Wikidata |
|        | Joaquim Josep Paladella Curto    | Grup Parlamentari Socialistes i Units per Avançar                               | Tarragona      | 12-03-2021       |               |                                |                              | Modifica les dades a Wikidata |
|        | Teresa Pallarès i Piqué          | Grup Parlamentari de Junts per Catalunya                                        | Tarragona      | 12-03-2021       | 18-06-2021    |                                | Irene Negre i Estorach       | Modifica les dades a Wikidata |
|        | Oriol Pallissó i Balanyà         | Grup Parlamentari d'Esquerra Republicana                                        | Tarragona      | 30-11-2022       |               | Josep Lluís Salvadó i Tenesa   |                              | Modifica les dades a Wikidata |
|        | Sílvia Paneque i Sureda          | Grup Parlamentari Socialistes i Units per Avançar                               | Girona         | 12-03-2021       |               |                                |                              | Modifica les dades a Wikidata |
|        | Eva Parera i Escrichs            | Grup Mixt                                                                       | Barcelona      | 12-03-2021       | 22-02-2022    |                                | Daniel Serrano Coronado      | Modifica les dades a Wikidata |
|        | Marc Parés Franzi                | Grup Parlamentari d'En Comú Podem                                               | Barcelona      | 12-03-2021       | 31-01-2023    |                                | Núria Lozano Montoya         | Modifica les dades a Wikidata |
|        | Ferran Pedret i Santos           | Grup Parlamentari Socialistes i Units per Avançar                               | Barcelona      | 12-03-2021       |               |                                |                              | Modifica les dades a Wikidata |
|        | Xavier Pellicer i Pareja         | Grup Parlamentari de la Candidatura d'Unitat Popular - Un Nou Cicle per Guanyar | Barcelona      | 12-03-2021       | 19-03-2024    |                                |                              | Modifica les dades a Wikidata |
|        | Núria Picas i Albets             | Grup Parlamentari d'Esquerra Republicana                                        | Barcelona      | 12-03-2021       | 18-01-2022    |                                | José Rodríguez Fernández     | Modifica les dades a Wikidata |
|        | Lluís Puig i Gordi               | Grup Parlamentari de Junts per Catalunya                                        | Barcelona      | 12-03-2021       |               |                                |                              | Modifica les dades a Wikidata |
|        | Jordi Puigneró i Ferrer          | Grup Parlamentari de Junts per Catalunya                                        | Barcelona      | 12-03-2021       | 30-07-2021    |                                | Ester Vallès Pelay           | Modifica les dades a Wikidata |
|        | David Pérez i Ibáñez             | Grup Parlamentari Socialistes i Units per Avançar                               | Barcelona      | 12-03-2021       |               |                                |                              | Modifica les dades a Wikidata |
|        | Neus Ramonet i Sucarrat          | Grup Parlamentari d'Esquerra Republicana                                        | Lleida         | 07-06-2023       |               | Antoni Flores i Ardiaca        |                              | Modifica les dades a Wikidata |
|        | Eulàlia Reguant i Cura           | Grup Parlamentari de la Candidatura d'Unitat Popular - Un Nou Cicle per Guanyar | Barcelona      | 12-03-2021       | 18-09-2023    |                                | Mar Ampurdanès i Gutiérrez   | Modifica les dades a Wikidata |
|        | Jordi Riba i Colom               | Grup Parlamentari Socialistes i Units per Avançar                               | Barcelona      | 12-03-2021       |               |                                |                              | Modifica les dades a Wikidata |
|        | Carles Riera i Albert            | Grup Parlamentari de la Candidatura d'Unitat Popular - Un Nou Cicle per Guanyar | Barcelona      | 12-03-2021       |               |                                |                              | Modifica les dades a Wikidata |
|        | Josep Riera i Font               | Grup Parlamentari de Junts per Catalunya                                        | Barcelona      | 06-08-2021       | 15-03-2022    | Lourdes Ciuró i Buldó          | Joaquim Jubert Montaperto    | Modifica les dades a Wikidata |
|        | Josep Rius i Alcaraz             | Grup Parlamentari de Junts per Catalunya                                        | Barcelona      | 12-03-2021       |               |                                |                              | Modifica les dades a Wikidata |
|        | José Rodríguez Fernández         | Grup Parlamentari d'Esquerra Republicana                                        | Barcelona      | 25-01-2022       | 19-03-2024    | Núria Picas i Albets           |                              | Modifica les dades a Wikidata |
|        | Lorena Roldán Suárez             | Grup Mixt                                                                       | Barcelona      | 12-03-2021       |               |                                |                              | Modifica les dades a Wikidata |
|        | Alícia Romero Llano              | Grup Parlamentari Socialistes i Units per Avançar                               | Barcelona      | 12-03-2021       |               |                                |                              | Modifica les dades a Wikidata |
|        | Sílvia Romero Galera             | Grup Parlamentari Socialistes i Units per Avançar                               | Lleida         | 12-03-2021       |               |                                |                              | Modifica les dades a Wikidata |
|        | Ferran Roquer i Padrosa          | Grup Parlamentari de Junts per Catalunya                                        | Girona         | 12-03-2021       | 18-02-2022    |                                | Maite Selva Huertas          | Modifica les dades a Wikidata |
|        | Juan Luis Ruiz López             | Grup Parlamentari Socialistes i Units per Avançar                               | Barcelona      | 12-03-2021       | 30-06-2023    |                                | Ernesto Carrión Sablich      | Modifica les dades a Wikidata |
|        | Mónica Ríos i García             | Grup Parlamentari Socialistes i Units per Avançar                               | Girona         | 12-03-2021       |               |                                |                              | Modifica les dades a Wikidata |
|        | Maria Dolors Sabater i Puig      | Grup Parlamentari de la Candidatura d'Unitat Popular - Un Nou Cicle per Guanyar | Barcelona      | 12-03-2021       | 21-12-2023    |                                |                              | Modifica les dades a Wikidata |
|        | Sergi Sabrià i Benito            | Grup Parlamentari d'Esquerra Republicana                                        | Girona         | 12-03-2021       | 15-06-2021    |                                | Anna Torrentà i Costa        | Modifica les dades a Wikidata |
|        | David Saldoni i de Tena          | Grup Parlamentari de Junts per Catalunya                                        | Barcelona      | 15-06-2021       |               | Meritxell Budó i Pla           |                              | Modifica les dades a Wikidata |
|        | Mònica Sales de la Cruz          | Grup Parlamentari de Junts per Catalunya                                        | Tarragona      | 12-03-2021       |               |                                |                              | Modifica les dades a Wikidata |
|        | Josep Lluís Salvadó i Tenesa     | Grup Parlamentari d'Esquerra Republicana                                        | Tarragona      | 12-03-2021       | 30-11-2022    |                                | Oriol Pallissó i Balanyà     | Modifica les dades a Wikidata |
|        | Raquel Sans i Guerra             | Grup Parlamentari d'Esquerra Republicana                                        | Tarragona      | 12-03-2021       |               |                                |                              | Modifica les dades a Wikidata |
|        | Susana Segovia Sánchez           | Grup Parlamentari d'En Comú Podem                                               | Barcelona      | 12-03-2021       |               |                                |                              | Modifica les dades a Wikidata |
|        | Maite Selva Huertas              | Grup Parlamentari de Junts per Catalunya                                        | Girona         | 02-03-2022       |               | Ferran Roquer i Padrosa        |                              | Modifica les dades a Wikidata |
|        | Daniel Serrano Coronado          | Grup Mixt                                                                       | Barcelona      | 08-03-2022       |               | Eva Parera i Escrichs          |                              | Modifica les dades a Wikidata |
|        | Meritxell Serret i Aleu          | Grup Parlamentari d'Esquerra Republicana                                        | Lleida         | 12-03-2021       | 30-11-2022    |                                | Montserrat Fornells i Solé   | Modifica les dades a Wikidata |
|        | Albert Tarradas Paneque          | Grup Parlamentari de VOX a Catalunya                                            | Girona         | 12-03-2021       |               |                                |                              | Modifica les dades a Wikidata |
|        | Francesc Xavier Ten i Costa      | Grup Parlamentari de Junts per Catalunya                                        | Girona         | 12-03-2021       | 19-03-2024    |                                |                              | Modifica les dades a Wikidata |
|        | Jordi Terrades i Santacreu       | Grup Parlamentari Socialistes i Units per Avançar                               | Barcelona      | 12-03-2021       |               |                                |                              | Modifica les dades a Wikidata |
|        | Judith Toronjo i Nofuentes       | Grup Parlamentari de Junts per Catalunya                                        | Barcelona      | 12-03-2021       |               |                                |                              | Modifica les dades a Wikidata |
|        | Roger Torrent i Ramió            | Grup Parlamentari d'Esquerra Republicana                                        | Barcelona      | 12-03-2021       | 23-07-2021    |                                | Eugeni Villalbí i Godes      | Modifica les dades a Wikidata |
|        | Anna Torrentà i Costa            | Grup Parlamentari d'Esquerra Republicana                                        | Girona         | 15-06-2021       |               | Sergi Sabrià i Benito          |                              | Modifica les dades a Wikidata |
|        | Ramon Tremosa i Balcells         | Grup Parlamentari de Junts per Catalunya                                        | Lleida         | 12-03-2021       |               |                                |                              | Modifica les dades a Wikidata |
|        | Ester Vallès Pelay               | Grup Parlamentari de Junts per Catalunya                                        | Barcelona      | 06-08-2021       |               | Jordi Puigneró i Ferrer        |                              | Modifica les dades a Wikidata |
|        | Alba Vergés i Bosch              | Grup Parlamentari d'Esquerra Republicana                                        | Barcelona      | 12-03-2021       |               |                                |                              | Modifica les dades a Wikidata |
|        | Salvador Vergés i Tejero         | Grup Parlamentari de Junts per Catalunya                                        | Girona         | 12-03-2021       |               |                                |                              | Modifica les dades a Wikidata |
|        | Laura Vilagrà i Pons             | Grup Parlamentari d'Esquerra Republicana                                        | Barcelona      | 12-03-2021       | 23-07-2021    |                                | Ángeles Llive Cruz           | Modifica les dades a Wikidata |
|        | Marta Vilalta i Torres           | Grup Parlamentari d'Esquerra Republicana                                        | Lleida         | 12-03-2021       |               |                                |                              | Modifica les dades a Wikidata |
|        | Eugeni Villalbí i Godes          | Grup Parlamentari d'Esquerra Republicana                                        | Barcelona      | 28-07-2021       |               | Roger Torrent i Ramió          |                              | Modifica les dades a Wikidata |
|        | Montserrat Vinyets i Pagès       | Grup Parlamentari de la Candidatura d'Unitat Popular - Un Nou Cicle per Guanyar | Girona         | 12-03-2021       | 19-03-2024    |                                |                              | Modifica les dades a Wikidata |
|        | Maria Jesús Viña i Ariño         | Grup Parlamentari d'Esquerra Republicana                                        | Tarragona      | 12-03-2021       |               |                                |                              | Modifica les dades a Wikidata |
|        | Rubén Viñuales i Elías           | Grup Parlamentari Socialistes i Units per Avançar                               | Tarragona      | 12-03-2021       | 30-06-2023    |                                | Georgina Ebrí Rodríguez      | Modifica les dades a Wikidata |
|        | Ruben Wagensberg Ramon           | Grup Parlamentari d'Esquerra Republicana                                        | Barcelona      | 12-03-2021       |               |                                |                              | Modifica les dades a Wikidata |
|        | Noemí de la Calle Sifré          | Grup Parlamentari de Ciutadans                                                  | Barcelona      | 15-06-2023       | 19-03-2024    | Nacho Martín Blanco            |                              | Modifica les dades a Wikidata |